# سانتا كروز (إشبيلية)
سانتا كروز (بالإنجليزية: Santa Cruz)‏ هو الحي السياحي الرئيسي في إشبيلية بإسبانيا والحي اليهودي السابق في مدينة القرون الوسطى. الحي هو موقع العديد من أقدم الكنائس في إشبيلية وهو موطن لكاتدرائية إشبيلية، بما في ذلك المئذنة المحولة لمسجد الموريون القديم خيرالدة.